# Jože Valenčič
Jože Valenčič (nascido em 26 de janeiro de 1948) é um ex-ciclista iugoslavo.
Representando a Iugoslávia, competiu em duas provas do ciclismo de estrada nos Jogos Olímpicos de Verão de 1972, disputadas na cidade de Munique, Alemanha Ocidental.